# Col de la Placette
Le col de la Placette est un col de montagne séparant l'extrémité méridionale du massif du Jura du massif de la Chartreuse dans les Alpes. Il est situé dans le département français de l'Isère, en Auvergne-Rhône-Alpes, à 582 m d'altitude.

## Toponymie
Le nom « Placette » semble désigner depuis le latin vulgaire plattea (latin classique platea) une « place publique », voire l'agglomération principale d'une paroisse.

## Géographie

### Situation et accès
Ce col est entièrement situé sur le territoire de la commune nouvelle de La Sure en Chartreuse, sur la route départementale 520a (ancienne RN520a), entre les agglomérations de Voreppe et de Saint-Laurent-du-Pont, par Saint-Joseph-de-Rivière où cette route se raccorde à la RD520 par le hameau Les Denays.

### Géologie
Le col routier de la Placette permet la communication entre la vallée de l'Isère (Voreppe) avec celle du Guiers (Saint-Laurent-du-Pont). Il est souvent considéré comme un val jurassien car il est entièrement ouvert dans la molasse miocène du cœur du synclinal de Voreppe mais ses deux versants présentent des complications tectoniques. 
Cette molasse est largement masquée par un placage plus ou moins épais d'alluvions glaciaires indiquant que ce val a été aménagé par le passage de glaciers expliquant ainsi le profil large et à pentes douces de son fond. Au sud du village de Pommiers, les pentes de la rive orientale de ce val sont profondément entaillées par le cours supérieur du torrent de la Roize qui rejoint l'Isère à Voreppe.

## Événements sportifs
Le Tour de France a franchi le col de la Placette, en troisième catégorie depuis Voreppe, lors de la 17e étape du Tour de France 1984, avec un passage en tête du Britannique Robert Millar, et lors de la 20e étape du Tour de France 1987, avec un passage en tête du Français Frédéric Brun. Au cours de la 10e étape du Tour de France 2021 qui a relié Albertville à Valence, il est traversé depuis Saint-Laurent-du-Pont et sanctionné par les bonifications d'un sprint remporté par le Belge Tosh Van der Sande.